# Béatrice Mouthon
Béatrice Mouthon (Annecy, 14 de junho de 1966) é uma triatleta profissional francesa. 

## Carreira

### Sydney 2000
Béatrice Mouthon disputou os Jogos de Sydney 2000, terminando em 35º lugar com o tempo de 2:11:08.08. Ela competiu ao lado de sua irmã gêmea Isabelle Mouthon-Michellys. 